# Мулявко, Прокофий Семёнович
Прокофий Семёнович Мулявко (12 марта 1888 года, село Остромечево, Гродненская губерния, Российская империя — 2 сентября 1937 год, Москва, СССР) — политический деятель, чиновник. Член РКП(б) с 1918 года. Уполномоченный Экономического управления ВЧК при СНК РСФСР. Начальник Харьковского оперативного сектора ГПУ. Председатель Специальной коллегии Верховного Суда Украинской ССР.

## Биография
Родился 12 марта 1888 года в селе Остромечево, Гродненской губернии, Российской империи.
С 1907 года по 1917 год — член Партии социалистов-революционеров.
В 1917 году служил в русской армии.
С 1917 года в Московском Совете и в РККА.
Член РКП(б) с 1918 года.
В 1920 году — уполномоченный Экономического управления ВЧК при СНК РСФСР.
С 1920 года по 15 сентября 1922 года — 1-й заместитель начальника Экономического управления ГПУ НКВД РСФСР.
С 15 сентября 1922 года — начальник Промышленного отдела Экономического управления ГПУ НКВД РСФСР.
С 1923 года по 1924 год — начальник Экономического управления Полномочного представительства ОГПУ по Туркестану.
С 1924 года по декабрь 1931 года — начальник Экономического управления Полномочного представительства ОГПУ по Западному краю — Белорусской ССР.
С декабря 1931 года по 14 февраля 1932 года — начальник Харьковского оперативного сектора ГПУ.
С 14 февраля 1932 года по октябрь 1932 года — начальник Харьковского областного отдела ГПУ.
С 1935 года по июнь 1937 года — председатель Специальной коллегии Верховного Суда Украинской ССР.
Арестован 8 июня 1937 года военной коллегией Верховного суда СССР по обвинению в измене Родине и в совершении терактов.
Расстрелян 2 сентября 1937 года в Москве.
Реабилитирован 11 августа 1956 года.

## Память
Похоронен на Донском кладбище в Москве.